# (148513) 2001 OE113
(148513) 2001 OE113 là một tiểu hành tinh vành đai chính. Nó được phát hiện bởi Robert H. McNaught ở Đài thiên văn Siding Spring ở Coonabarabran, New South Wales, Australia, ngày 22 tháng 7 năm 2001.